# 제트투컴의 운항 노선
2020년 4월을 기준으로, 제트투컴은 다음의 노선을 운항하고 있다.

## 운항 노선

### 유럽

#### 서유럽
- 영국
  - 런던 - 런던 스탠스테드 공항 허브
  - 글래스고 - 글래스고 공항 허브
  - 뉴캐슬 - 뉴캐슬 공항 허브
  - 리즈 - 리즈 브래드포드 공항 주요 허브
  - 멘체스터 - 맨체스터 공항 허브
  - 버밍엄 - 버밍엄 공항 허브
  - 벨파스트 - 벨파스트 공항 허브
  - 에든버러 - 에든버러 공항 허브
  - 이스트 미들랜드 - 이스트 미들랜드 공항 허브
  - 저지 - 저지 공항 계절편
- 프랑스
  - 파리 - 파리 샤를 드 골 국제공항
  - 그르노블 - 그르노블 이제르 공항 계절편
  - 니스 - 니스 코트다쥐르 공항 계절편
  - 라로셸 - 라로셸 이제르 공항 계절편
  - 리옹 - 생택쥐페리 국제공항 계절편
  - 베르주라크 - 베르주라크 도르도뉴 페리고 공항 계절편
- 독일
  - 프리드리히샤펜 - 프리드리히샤펜 공항 계절편
- 네덜란드
  - 암스테르담 - 암스테르담 스키폴 국제공항

#### 중유럽
- 스위스
  - 제네바 - 제네바 국제공항 계절편
- 오스트리아
  - 인스부르크 - 인스부르크 공항 계절편
  - 잘츠부르크 - 잘츠부르크 공항 계절편

#### 남유럽
- 그리스
  - 로도스 - 로도스 국제공항 계절편
  - 미코노스 - 미코노스 국제공항 계절편 - (2020년 5월 24일 신규취항)
  - 미틸레네 - 미틸레네 국제공항 계절편 - (2020년 5월 2일 신규취항)
  - 산토리니 - 산토리니 국제공항 계절편 - (2020년 5월 5일 신규취항)
  - 스키아토스 - 스키아토스 국제공항 계절편 - (2020년 5월 9일 신규취항)
  - 자킨토스 - 자킨토스 국제공항 계절편
  - 카니아 - 카니아 국제공항 계절편
  - 칼라마타 - 칼라마타 국제공항 계절편 - (2020년 5월 3일 신규취항)
  - 케팔로니아 - 케팔로니아 국제공항 계절편
  - 코르푸 - 코르푸 국제공항 계절편
  - 코스 - 코스 국제공항 계절편
  - 테살로니키 - 테살로니키 국제공항 계절편
  - 프리베자 - 악티온 국립공항 계절편 - (2020년 5월 24일 신규취항)
  - 헤라킬리온 - 헤라킬리온 국제공항 계절편
- 몬테네그로
  - 티바트 - 티바트 국제공항 계절편 - (2020년 5월 18일 신규취항)
- 몰타
  - 발렌타 - 몰타 국제공항
- 스페인
  - 라스팔마스 - 그란 카나리아 공항
  - 란조르테 - 란조르테 공항
  - 레우스 - 레우스 공항
  - 말라가 - 말라가 공항
  - 메노르카 - 메노르카 공항 계절편
  - 무르시카 - 무르시카 코르베라 국제공항 계절편
  - 바르셀로나 - 바르셀로나 엘프라트 국제공항
  - 알리칸테 - 알리칸테 엘체 공항 허브
  - 알메리아 - 알메이라 공항 계절편
  - 이비자 - 이비자 공항 계절편
  - 테네리페 - 테네리페 남부 공항
  - 팔마데마요르카 - 팔마데마요르카 공항 허브
  - 푸에르테벤투라 - 푸에르테벤투라 공항
  - 헤로나 - 헤로나 코스타 브라바 공항 계절편
- 이탈리아
  - 로마 - 레오나르도 다 빈치 국제공항
  - 나폴리 - 나폴리 국제공항 계절편
  - 베니스 - 베니스 마르코 폴로 국제공항 계절편
  - 베로나 - 베로나 빌라프란카 공항 계절편
  - 튜린 - 튜린 공항 계절편
  - 피사 - 피사 국제공항 계절편
- 키프로스
  - 라르나카 - 라르나카 국제공항
  - 파포스 - 파포스 국제공항
- 튀르키예
  - 달라만 - 달라만 공항 계절편
  - 보드룸 - 밀라스 보드룸 공항 계절편
  - 안탈리아 - 안탈리아 공항
  - 이즈미르 - 아드난 멘데레스 공항 계절편
- 포르투갈
  - 리스본 - 리스본 포르텔라 국제공항 - (2020년 5월 18일 신규취항)
  - 마데리아 - 마데이라 공항
  - 포르투 - 포르투 공항

#### 동유럽
- 불가리아
  - 부르가스 - 부르가스 공항
- 체코
  - 프라하 - 프라하 바츨라프 하벨 국제공항
- 크로아티아
  - 두브로브니크 - 두브로브니크 공항 계절편
  - 스플리트 - 스플리트 공항 계절편
  - 자다르 - 자다르 공항 계절편 - (2020년 5월 24일 신규취항)
  - 풀라 - 풀라 공항 계절편
- 폴란드
  - 크라우프 - 크라우프 발리체 국제공항
- 헝가리
  - 부다페스트 - 부다페스트 페리 헤지 국제공항

#### 북유럽
- 아이슬란드
  - 레이캬비크 - 케플라비크 국제공항 계절편

### 아메리카

#### 북아메리카
- 미국
  - 뉴어크 - 뉴어크 리버티 국제공항 계절편

## 단항 노선

### 아시아

#### 서남아시아
- 이스라엘
  - 텔아비브 - 벤구리온 국제공항

### 아프리카

#### 북아프리카
- 모로코
  - 마라케시 - 마라케시 메나라 공항
- 이집트
  - 샤름엘셰이크 - 샤름엘셰이크 국제공항
- 튀니지
  - 엔피다 - 엔피다 하마메트 국제공항

### 유럽

#### 서유럽
- 영국
  - 런던
    - 런던 개트윅 국제공항
    - 런던 루턴 공항

  - 뉴쿼이 - 뉴쿼이 공항
  - 블랙풀 - 블랙풀 공항
- 프랑스
  - 샹베리 - 샹베리 공항
  - 툴루즈 - 툴루즈 블라냑 공항
- 독일
  - 베를린 - 베를린 쇠네펠트 공항
  - 뉘른베르크 - 뉘른베르크 공항
  - 뒤셀도르프 - 뒤셀도르프 국제공항
  - 뮌헨 - 뮌헨 국제공항
  - 쾰른 - 쾰른 본 공항
- 아일랜드
  - 코크 - 코크 공항

#### 남유럽
- 스페인
  - 레리다 - 레리다 공항
  - 무르시카 - 무르시카 산하비에르 국제공항
- 이탈리아
  - 올비아 - 올비아 코스타 스메랄다 국제공항

#### 동유럽
- 러시아
  - 상트페테르부르크 - 풀코보 국제공항

#### 북유럽
- 덴마크
  - 코펜하겐 - 코펜하겐 카스트럽 국제공항